# 篠田和幸
篠田 和幸（しのだ かずゆき、1961年 - ）は、日本の映画監督。岐阜県岐阜市出身。

## 来歴
静岡大学理学部物理学科を卒業後、学研に入社。
1986年に退社し、塾の講師となる。同時にシナリオの執筆活動を始め、1992年に「薄れゆく記憶のなかで」で初めて監督・脚本を務める。
現在は、執筆活動をしながら東京で学習塾の塾長を務めている。 

## 主な監督作品
- 薄れゆく記憶のなかで - 主演：菊池麻衣子、堀真樹